# Rincon (Géorgie)
Pour les articles homonymes, voir Rincon.
Rincon est une ville américaine située dans le comté d'Effingham, en Géorgie. Selon le recensement de 2020, sa population est de 10 934 habitants.